# 古源镇
古源镇，是中华人民共和国黑龙江省大兴安岭地区松岭区下辖的一个乡镇级行政单位。

## 行政区划
古源镇下辖以下地区：
第一社区和第二社区。